# Holsteinska partiet

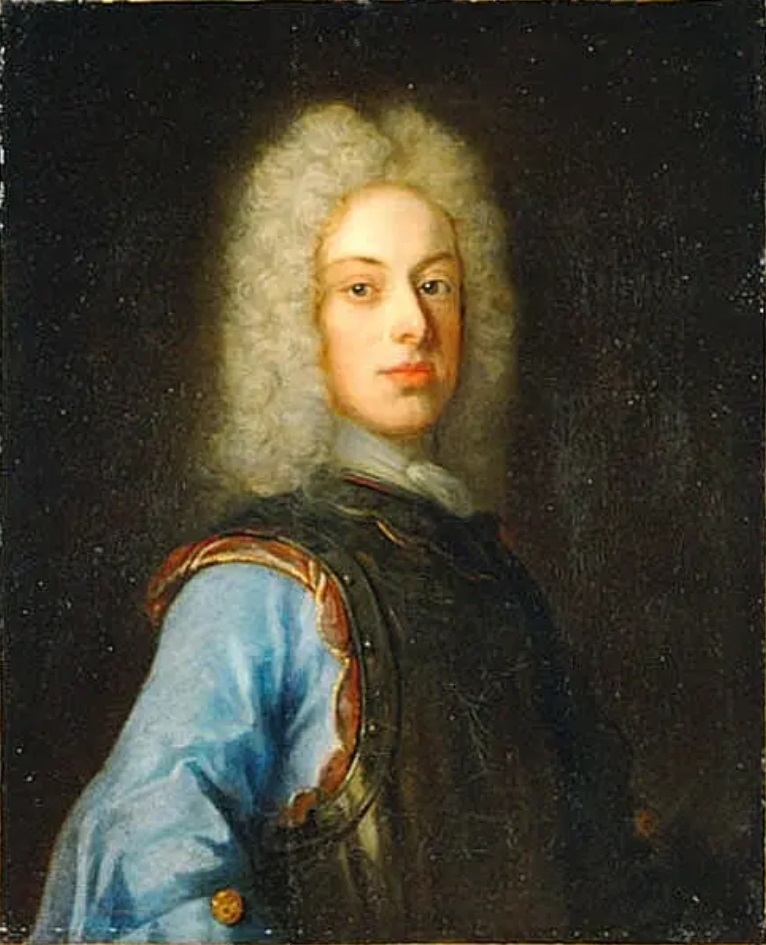
Karl Fredrik av Holsteins-Gottorp, porträtterad av David von Krafft cirka 1722.

Holsteinska partiet var en svensk politisk gruppering som uppstod efter Karl XII:s död. Syftet var att bevaka den unge hertig Karl Fredrik av Holstein-Gottorps anspråk på tronföljden. Karl Fredrik var son till Karl XII:s äldre syster Hedvig Sofia. 

## Spelet om tronen
Holsteinska partiet var i början en mycket liten grupp och bestod till största del av personer som haft anställning i holsteinsk tjänst eller som på annat sätt hade en personlig koppling till det holsteinska hovet. De lyckades inte hävda sig vid riksdagarna 1719 och 1720, men under följande år växte gruppen snabbt i betydelse. Anledningen till de växande framgångarna var dels den allmänna rädslan för kung Fredrik I:s planer på att utvidga sin makt, dels hertigens nära förbindelse med Ryssland dit han hade begett sig 1721. Tsar Peter I insåg att hertigens anspråk på den svenska tronen kunde utnyttjas för att blanda sig i de skandinaviska ländernas politik och försökte därför på alla sätt stödja det holsteinska partiets framgångar. 
Vid riksdagen 1723 lyckades Karl Fredriks anhängare genomdriva att han skulle tituleras "kunglig höghet" och få ekonomiskt stöd genom en årlig pension. Rikets ständer gav också ett vagt löfte om att vid ett kommande tronföljarval ha honom i åtanke. De lediga platserna i riksrådet fylldes med hertig Karl Fredriks anhängare, och efter riksdagens slut innehade holsteinska partiet den dominerande makten över Sveriges regering. Hertigens anhängare fick ryska och holsteinska pensioner och titlar, ersättning för förlorade gods och egendomar i Östersjöprovinserna och andra gåvor, vilket drog till sig fler anhängare. 
Svenska regeringen ingick 1724 ett vänskapsfördrag med Ryssland, där de båda länderna förband sig att verka för att Slesvig åter skulle hamna i hertigens händer. Hertigens förlovning samma år, med Tsar Peters äldsta dotter Anna, orsakade visserligen missnöje hos den svenska allmänheten, men gav honom nya möjligheter till utökat inflytande. Vid Peter I:s död och Katarina I:s tronbestigning i Ryssland 1725, nådde det holsteinska partiet kulmen på sitt inflytande. Hertigen giftermål genomfördes och den nya kejsarinnan förklarade att hon med vapenmakt tänkte återerövra Slesvig från Danmark. 

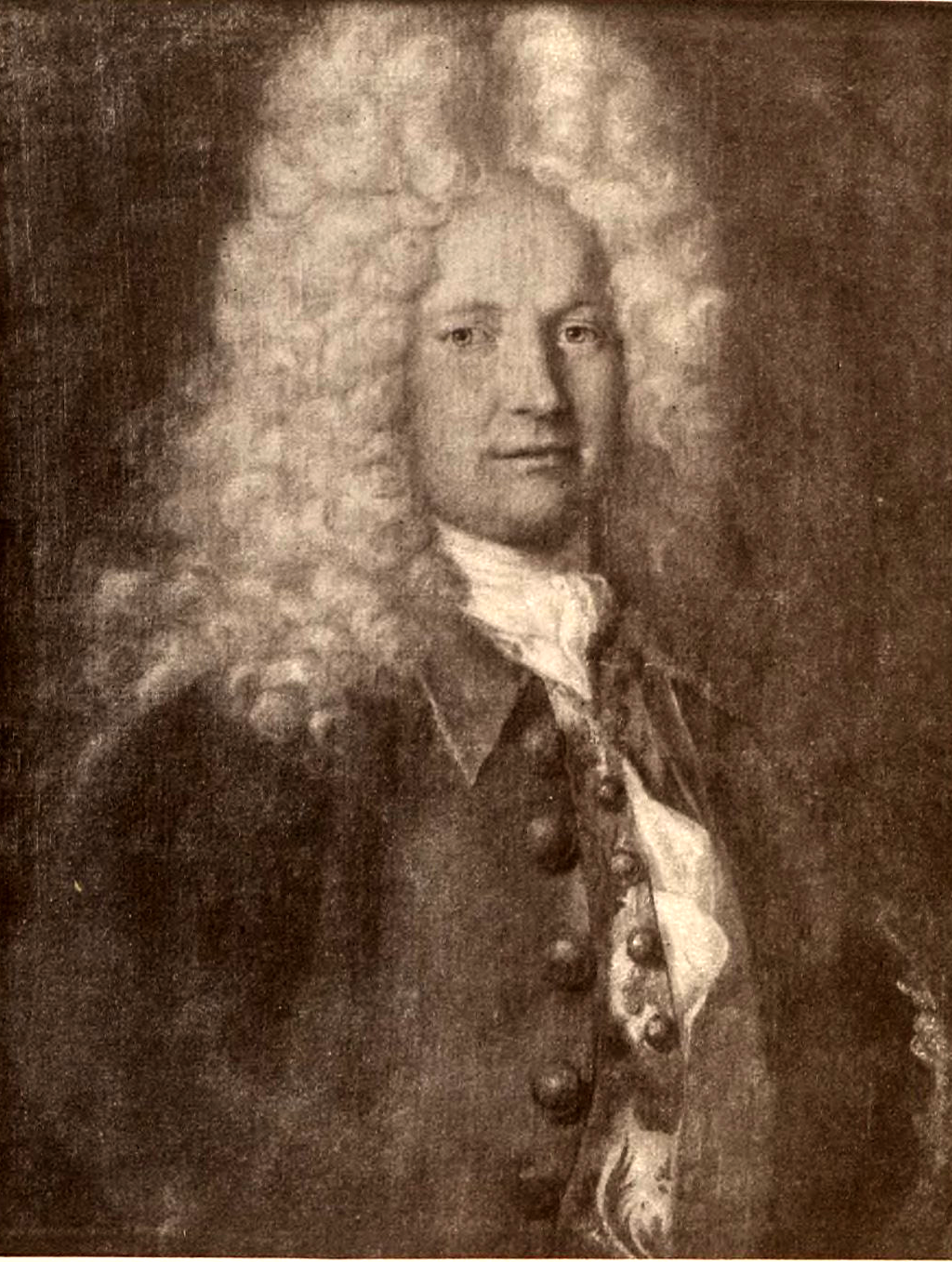
Josias Cederhielm

Endast hotet från England och Frankrike hindrade att ett krig om Slesvig bröt ut sommaren 1725. I ett sådant krig skulle även Sverige med stor sannolikhet blivit indraget. Hertigens svenska anhängare hade stora förhoppningar och det talades om, att kejsarinnan skulle ändra den ryska tronföljden till hertigens förmån eller åtminstone överlämna Östersjöprovinserna åt honom. En mängd möjligheter att helt plötsligt återställa Sveriges tidigare storhet tycktes uppenbara sig i och med den holsteinske furstens arvsanspråk och pretentioner. Holsteinarna i riksrådet skickade därför sin främste ledare, riksrådet Josias Cederhielm, till Ryssland som sändebud för att ge hertigen en lämplig rådgivare och på plats undersöka Sveriges möjligheter.

## Arvid Horn vid makten
Faran för att Sverige skulle dras in i krig fick dock kanslipresidenten Arvid Horn, med stöd av konung Fredrik och av de franska och engelska sändebuden i Sverige, att kring sig samla alla motståndare till de holsteinska planerna. Cederhielm kallades hem från Ryssland, och slutligen genomdrev Horn i riksrådet, genom stöd av kungens dubbelröst och av den döende Erik Sparres, att Sverige skulle ansluta sig till den Hannoverska alliansen, som var ett förbund av västmakter som var fientligt inställt mot Ryssland. 
Vid riksdagen 1726–1727 visades det sig att holsteinska partiets anhängare nu var i minoritet, efter att rädslan för kungens suveränitetsplaner försvunnit. Trots Rysslands lockelser och hot bekräftade riksdagen anslutningen till västmakterna. Riksrådet Mauritz Vellingk, en av holsteinska partiets främsta företrädare, dömdes på grund av olika förseelser till döden, men benådades. Endast genom frivillig avskedsansökan undgick Cederhielm ett liknande öde. Av de övriga holsteinarna i riksrådet blev Nicodemus Tessin d.y. avskild från överstemarskalksämbetet, och andra fick varningar, samtidigt som riksrådet fylldes av säkra anhängare till Horn. 
Det holsteinska partiets makt i Sverige var i och med detta i grunden krossad. När samtidigt Katarina I:s död 1727 innebar att hertigen förlorade allt inflytande i Ryssland, och han på sommaren 1727 blev tvungen att lämna Ryssland, var hans lysande utsikter plötsligt försvunna och hela holsteinska partiet upphörde att existera.